# 西丘斯山
西丘斯山（日治時記為「 Shikkiyusu」或「 Shikkiussu」；泰雅語：、 或 ），舊譯西九司山，是台灣雪山山脈主脊北段的一座山峰，其東側山肩為主脊上桃園市、新竹縣、宜蘭縣三縣市的交界，最高峰位於由交界處的圓肩山丘向西方（微偏南）分出的平坦支稜上約1.8公里處，桃園市復興區華陵里與新竹縣尖石鄉玉峰村交界，海拔2426.8公尺，設有森林三角點，有登山步道與氣象站，為泰雅族各社群重要分界之一。主脊的東側為蘭陽溪水系之石頭溪源頭，屬溪頭群泰雅族傳統領域。主脊西側為淡水河水系，往西連接最高峰的支稜北側為桃園市最南端，為卡奧灣溪流域（漢名又稱三光溪），屬卡奧灣群泰雅族傳統領域；西支稜南側為新竹縣最東端斯烏庫斯溪的源頭鴛鴦湖，劃設有自然保留區，往西流下匯入大漢溪最遠源流塔克金溪，屬司馬庫斯、基那吉、鎮西堡群泰雅族傳統領域。主脊往西南連接島俱子山、眉有岩山、馬惱山、邊吉岩山、喀拉業山接上武陵四秀，往東北連接唐穗山、稜山、經北橫公路再連接復興尖山。往西連接最高峰的支稜，轉往西北連接泰矢生山（漢名又稱雪白山）、馬里光山（漢名又稱玉峰山）。
日治時1907年起調製的《蕃地地形圖》，將此山標示在雪山山脈主脊新竹州大溪、竹東、台北州羅東等三郡的交界上。1934年木田文治前往踏查，溪頭群留茂安泰雅嚮導，過此交界處續往西行穿越潮濕的叢林越界經過卡奧灣群的獵寮引起木田氏的懷疑，在左手邊看到了鴛鴦湖，後來疑在西側與8322尺峰（即泰矢生山）之間的隆起點上找到三角點。

## 引用
1. 1 2   (地图). 國土測繪圖資服務雲 (國土測繪中心). 2016  [2023-01-13] （中文（臺灣））.
2. ↑   (地图). PeakVisor (Routes Software SRL).   [2023-01-13]. （原始内容存档于2023-01-13） （英语）.
3. ↑   (地图). 國土測繪圖資服務雲 (國土測繪中心).   [2023-01-13].
4. ↑  中央地質調查所.  (PDF) (报告). 經濟部. 2015年12月  [2022-07-19]. （原始内容存档 (PDF)于2022-07-19） （中文（臺灣））.
5. 1 2   (编).   (地图). . . . : . 1932-02-25 [1907年起調製]  [2023-01-04]. （原始内容存档于2022-02-12） –國立台灣大學圖書館 數位化館藏 （日语）.
6. 1 2  . . . No. 8 (: ). 1936-06-30: 71–79  [2023-01-04]. （原始内容存档于2023-01-04） –國立台灣大學圖書館·數位典藏館·特藏台灣期刊文獻 （日语）.
7. ↑  Lahuy Icyeh（拉互依.倚岕）. . 雪霸國家公園管理處. 2011. ISBN 978-986-02-8630-4 （中文（臺灣）及泰雅語）.
8. ↑   (地图). 十萬分一公路交通圖. 臺灣省公路局. 1953  [2023-01-17]. （原始内容存档于2019-06-30） （中文（臺灣））.
9. ↑   OpenStreetMap上有關4229896969  東丘斯山的地理
10. ↑   OpenStreetMap上有關5614484785  西丘斯山 森林三角點 次寺(01)的地理